# Goy (Castroverde)
Goy (llamada oficialmente Santa María Madanela de Goi) es una parroquia y una aldea española del municipio de Castroverde, en la provincia de Lugo, Galicia.

## Organización territorial
La parroquia está formada por una entidad de población:
- Goi

## Demografía
Gráfica demográfica de la aldea de Goi y de la parroquia de Goy según el INE español:
| Gráfica de evolución demográfica de Goy entre 2000 y 2019 |
|                                                           |
| Datos según el nomenclátor publicado por el INE.          |